# Aliance liberálů a demokratů pro Evropu (strana)
Aliance liberálů a demokratů pro Evropu (en: Alliance of Liberals and Democrats for Europe Party, zkratka ALDE Party) je evropská politická strana, ve které se sdružují subjekty klasicky liberálních (například německá FDP) a středo-levě liberálních (například britští Liberal Democrats) směrů.
ALDE Party tvořila k roku 2010 třetí nejsilnější frakci EP, v němž se profiluje jako centristická strana působící mezi levicovou Stranou evropských socialistů a konzervativní Evropskou lidovou stranou. V oblasti lidských práv úzce spolupracuje se socialisty, ve většině ekonomických otázek se naopak shodne s konzervativci.
ALDE Party nesla do 10. listopadu 2012 název Evropská liberální, demokratická a reformní strana (Evropská liberálně demokratická strana, zkratka ELDR).
Z českých politických stran a hnutí bylo členem v letech 2014 až 2024 hnutí ANO, které se později stalo zakládajícím členem skupiny Patrioti pro Evropu. Dříve se v uskupení angažovaly ODA a Cesta změny, jež se ale stala později zakládajícím členem Evropské demokratické strany (European Democratic Party, EDP / Parti démocrate européen, PDE), která s ALDE Party spolupracuje v Obnově Evropy (Renew Europe, Renew).
V roce 2025 byla Aliance v Rusku prohlášena za nežádoucí organizaci.

## Vůdci
- 1978–1979:  Jean-François Pintat
- 1979–1984:  Martin Bangemann
- 1984–1989:  Simone Veilová
- 1989–1991:  Valéry Giscard d'Estaing
- 1991–1994:  Yves Galland
- 1994–1998:  Gijs de Vries
- 1998–2002:  Pat Cox
- 2002–2009:  Graham Watson
- 2009–2019:  Guy Verhofstadt

## Prezidenti
- 1978–1981:  Gaston Thorn
- 1981–1985:  Willy De Clercq
- 1985–1990:  Colette Flesch
- 1990–1995:  Willy De Clercq
- 1995–2000:  Uffe Ellemann-Jensen
- 2000–2005:  Werner Hoyer
- 2005–2011:  Annemie Neyts-Uyttebroeck
- 2011–2015:  Graham Watson
- 2015–2021:  Hans van Baalen
- 2021–2024:  Timmy Dooley a  Ilhan Kyuchyuk
- 2024–dodnes:  Svenja Hahn

## Členské strany
| Země        | Český název                                     | Originální název                               | Zkratka     | Web                                                        |
| ----------- | ----------------------------------------------- | ---------------------------------------------- | ----------- | ---------------------------------------------------------- |
| Belgie      | Otevření vlámští liberálové a demokraté         | Open Vlaamse Liberalen en Democraten           | Open VLD    | vld.be                                                     |
| Belgie      | Reformní hnutí                                  | Mouvement réformateur                          | MR          | mr.be                                                      |
| Dánsko      | Levice, liberální strana Dánska                 | Venstre, Danmarks Liberale Parti               | V           | venstre.dk                                                 |
| Dánsko      | Radikální levice                                | Radikale Venstre                               | B           | radikale.dk                                                |
| Estonsko    | Estonská reformní strana                        | Eesti Reformierakond                           | R           | reform.ee                                                  |
| Finsko      | Finský střed                                    | Suomen Keskusta                                | Kesk.       | keskusta.fi                                                |
| Finsko      | Švédská lidová strana Finska                    | Suomen ruotsalainen kansanpuolue               | RKP         | rkp.fi                                                     |
| Francie     | Radikální strana                                | Parti radical                                  | PR          | parti-radical.fr                                           |
| Francie     | Unie demokratů a nezávislých                    | Union des démocrates et indépendants           | UDI         | parti-udi.fr                                               |
| Chorvatsko  | Fokus                                           | Fokus                                          | Fokus       | fokusnabitno.com                                           |
| Chorvatsko  | Chorvatská národní strana - liberální demokraté | Hrvatska narodna stranka – liberalni demokrati | HNS         | hns.hr                                                     |
| Chorvatsko  | Chorvatská sociálně liberální strana            | Hrvatska socijalno liberalna stranka           | HSLS        | hsls.hr                                                    |
| Chorvatsko  | Istrijské demokratické shromáždění              | Istarski demokratski sabor                     | IDS         | ids-ddi.com                                                |
| Chorvatsko  | Občanská liberální aliance                      | Građansko-liberalni savez                      | GLAS        | glas.com.hr                                                |
| Chorvatsko  | Střed                                           | Centar                                         | Centar      | strankacentar.hr                                           |
| Irsko       | Fianna Fáil                                     | Fianna Fáil                                    | FF          | fiannafail.ie                                              |
| Itálie      | Akce                                            | Azione                                         | A           | azione.it                                                  |
| Itálie      | Evropští liberální demokraté                    | Liberali Democratici Europei                   | LDE         | libdemeuropei.it                                           |
| Itálie      | Italští radikálové                              | Radicali Italiani                              | RI          | radicali.it                                                |
| Itálie      | Team K                                          | Team K                                         | TK          | team-k.eu                                                  |
| Itálie      | Více Evropy                                     | Più Europa                                     | +E          | piueuropa.eu                                               |
| Kypr        | Demokratická fronta                             | Δημοκρατική Παράταξη                           | ΔΗΠΑ        | depa.cy                                                    |
| Kypr        | Spojení demokraté                               | Ενωμένοι Δημοκράτες                            | ΕΔΗ         | edi.org.cy                                                 |
| Litva       | Liberální hnutí                                 | Liberalų sąjūdis                               | LS          | liberalai.lt                                               |
| Litva       | Strana svobody                                  | Laisvės partija                                | LP          | laisvespartija.lt                                          |
| Lotyšsko    | Hnutí Pro!                                      | Kustība Par!                                   | Par!        | kustibapar.lv                                              |
| Lotyšsko    | Za rozvoj Lotyšska                              | Latvijas attīstībai                            | LA          | attistibai.lv                                              |
| Lucembursko | Demokratická strana                             | Demokratesch Partei                            | DP          | dp.lu                                                      |
| Maďarsko    | Hnutí Momentum                                  | Momentum Mozgalom                              | Momentum    | momentum.hu                                                |
| Maďarsko    | Maďarská liberální strana                       | Magyar Liberális Párt                          | Liberálisok | liberalisok.hu Archivováno 5. 12. 2013 na Wayback Machine. |
| Německo     | Svobodná demokratická strana                    | Freie Demokratische Partei                     | FDP         | fdp.de                                                     |
| Nizozemsko  | Demokraté 66                                    | Democraten 66                                  | D66         | d66.nl                                                     |
| Nizozemsko  | Lidová strana pro svobodu a demokracii          | Volkspartij voor Vrijheid en Democratie        | VVD         | vvd.nl                                                     |
| Polsko      | Nowoczesna                                      | Nowoczesna                                     | Nowoczesna  | nowoczesnapl.org                                           |
| Portugalsko | Liberální iniciativa                            | Iniciativa Liberal                             | IL          | iniciativaliberal.pt                                       |
| Rakousko    | NEOS - Nové Rakousko a Liberální fórum          | NEOS – Das Neue Österreich und Liberales Forum | NEOS        | neos.eu                                                    |
| Rumunsko    | Unie záchrany Rumunska                          | Uniunea Salvați România                        | USR         | usr.ro                                                     |
| Slovensko   | Progresivní Slovensko                           | Progresívne Slovensko                          | PS          | progresivne.sk                                             |
| Španělsko   | Občané                                          | Ciudadanos                                     | Cs          | ciudadanos-cs.org                                          |
| Švédsko     | Liberálové                                      | Liberalerna                                    | L           | liberalerna.se                                             |
| Švédsko     | Strana středu                                   | Centerpartiet                                  | C           | centerpartiet.se                                           |

### Mimo EU
| Země                | Český název                                    | Originální název                                        | Zkratka        | Web                |
| ------------------- | ---------------------------------------------- | ------------------------------------------------------- | -------------- | ------------------ |
| Andorra             | Akce pro Andorru                               | Acció per Andorra                                       | ACC!Ó          | somaccio.org       |
| Andorra             | Liberálové Andorry                             | Liberals d'Andorra                                      | L'A            | liberals.ad        |
| Arménie             | Arménský národní kongres                       | Հայ Ազգային Կոնգրես                                     | ՀԱԿ            | anc.am             |
| Arménie             | Zářivá Arménie                                 | Լուսավոր Հայաստան                                       | ԼՀ             | brightarmenia.am   |
| Ázerbájdžán         | Strana rovnosti                                | Müsavat Partiyası                                       | Musavat        | musavat.com        |
| Bělorusko           | Strana svobody a pokroku                       | Партыя свабоды і прагрэсу                               | ПСП            | liberaly.org       |
| Bosna a Hercegovina | Naše strana                                    | Naša stranka                                            | NS             | nasastranka.ba     |
| Černá Hora          | Liberální strana Černé Hory                    | Либерална Партија Црне Горе                             | LPCG           | lpcg.me            |
| Gruzie              | Droa                                           | დროა                                                    | დროა           | droa.live          |
| Gruzie              | Girči – Více svobody                           | გირჩი — მეტი თავისუფლება                                | გირჩი–მთ       | girchi.org         |
| Gruzie              | Lelo pro Gruzii                                | ლელო საქართველოსთვის                                    | ლელო           | lelo9.ge           |
| Gruzie              | Republikánská strana Gruzie                    | საქართველოს რესპუბლიკური პარტია                         | რესპუბლიკელები | republicans.ge     |
| Gruzie              | Strategie Aghmašenebeli                        | სტრატეგია აღმაშენებელი                                  | სა             | aghmashenebeli.ge  |
| Gruzie              | Svobodní demokraté                             | თავისუფალი დემოკრატები                                  | თდ             | fd.ge              |
| Island              | Reformní strana                                | Viðreisn                                                | Viðreisn       | vidreisn.is        |
| Kosovo              | Aliance nového Kosova                          | Aleanca Kosova e Re                                     | AKR            | akr-ks.eu          |
| Kosovo              | Demokratická strana Kosova                     | Partia Demokratike e Kosoves                            | PDK            | pdk.info           |
| Moldavsko           | Koalice pro jednotu a blahobyt                 | Coaliția pentru Unitate si Bunăstare                    | CUB            | coalitiacub.md     |
| Moldavsko           | Liberální strana                               | Partidul Liberal                                        | PL             | pl.md              |
| Norsko              | Levice                                         | Venstre                                                 | V              | venstre.no         |
| Rusko               | Ruská sjednocená demokratická strana "Jabloko" | Росси́йская объединённая демократи́ческая па́ртия «Я́блоко» | Я́блоко         | yabloko.ru         |
| Rusko               | Strana svobody lidu                            | Партия народной свободы                                 | ПАРНАС         | svobodanaroda.org  |
| Severní Makedonie   | Liberálně-demokratická strana                  | Либерално-демократска партија                           | ЛДП            | ldp.org.mk         |
| Spojené království  | Alianční strana Severního Irska                | Alliance Party of Northern Ireland                      | Alliance       | allianceparty.org  |
| Spojené království  | Liberální demokraté                            | Liberal Democrats                                       | Lib Dems       | libdems.org.uk     |
| Spojené království  | Liberální strana Gibraltaru                    | Liberal Party of Gibraltar                              | Libs           | liberal.gi         |
| Srbsko              | Hnutí svobodných občanů                        | Покрет слободних грађана                                | ПСГ            | pokretslobodnih.rs |
| Švýcarsko           | Svobodná demokratická strana: Liberálové       | FDP.Die Liberalen                                       | FDP            | fdp.ch             |
| Švýcarsko           | Zelená liberální strana Švýcarska              | Grünliberale Partei der Schweiz                         | GLP            | grunliberale.ch    |
| Ukrajina            | Evropská strana Ukrajiny                       | Європейська партія України                              | ЄПУ            | epu.in.ua          |
| Ukrajina            | Hlas                                           | Голос                                                   | Голос          | goloszmin.org      |
| Ukrajina            | Občanská pozice                                | Громадянська позиція                                    | ГП             | gp.org.ua          |
| Ukrajina            | Síla lidu                                      | Сила людей                                              | СЛ             | sylalyudey.org     |
| Ukrajina            | Služebník lidu                                 | Слуга народу                                            | CH             | sluga-narodu.com   |